# Aretha (1961)
Aretha o Aretha: With The Ray Bryant Combo es el segundo álbum editado por Aretha Franklin en 1961.
Se podría decir que fue el primer álbum en serio de Aretha Franklin, una vez que ya había tomado la decisión en dedicarse plenamente a la música. El disco fue grabado cinco años después de su debut discográfico, ahora ya tenía 19 años. Cuenta con distintas versiones de temas anteriores de otros artistas, y algunas nuevas canciones compuestas por regulares de la discográfica CBS.
- Datos: Q3622214